# Tambovskajatoppen
Tambovskajatoppen är en bergstopp i Antarktis. Den ligger i Östantarktis. Norge gör anspråk på området. Toppen på Tambovskajatoppen är 2 709 meter över havet, eller 1 067 meter över den omgivande terrängen. Bredden vid basen är 7,8 km.
Terrängen runt Tambovskajatoppen är kuperad åt nordost, men åt sydväst är den bergig. Trakten är obefolkad. Det finns inga samhällen i närheten. 